# Cyclodictyon minus
Cyclodictyon minus là một loài rêu trong họ Pilotrichaceae. Loài này được (Ångström) Kuntze mô tả khoa học đầu tiên năm 1891.